# Sara Mears
Pas d'image ? Cliquez ici

a Compétitions nationales et continentales officielles uniquement.

b Matchs officiels uniquement.
Sara Mears, née le 29 septembre 1972 en Irlande du Nord, est une joueuse internationale écossaise de rugby à XV occupant les postes d'arrière ou d'ailière.

## Biographie
Sara Mears naît en Irlande du Nord. Elle a joué pour l'Ulster, et son père, Richard a joué pour l'Ulster.
Elle joue en club pour le Watsonian FC (en).
Elle a fait ses débuts internationaux avec l'équipe d'Écosse contre l'équipe de Suède en novembre 2002.
Elle compte 3 sélections au 15 août 2006, elle fait partie de l'équipe qui se rend à Edmonton au Canada pour participer à la Coupe du monde 2006.